# Konstantínos Kanáris
Pour les articles homonymes, voir Kanaris et Canaris.
Konstantínos Kanáris, également francisé en Constantin Kanaris ou Canaris (en grec moderne : Κωνσταντίνος Κανάρης), né à Psará en 1793 ou 1795 et mort à Athènes le 2 septembre 1877, est un marin et homme d'État grec qui s'illustre comme brûlotier au cours de la guerre d'indépendance. Il devient par la suite homme politique et amiral, et est plusieurs fois Premier ministre de Grèce.

## Biographie

### Jeunesse
Konstantínos Kanáris nait sur l'île de Psará en mer Égée. Son année de naissance exacte est inconnue. Les actes officiels de la marine grecque donnent 1795 mais les historiens contemporains considèrent 1793 comme plus vraisemblable.
Devenu orphelin très jeune, Kanáris choisit de faire carrière dans la marine, comme la plupart des membres de sa famille depuis le XVIIIe siècle. Il commence sous les ordres de son oncle Dimítris Bourékas. Avec le temps, il gagne en influence dans la bonne société de l'île.

### Guerre d'indépendance

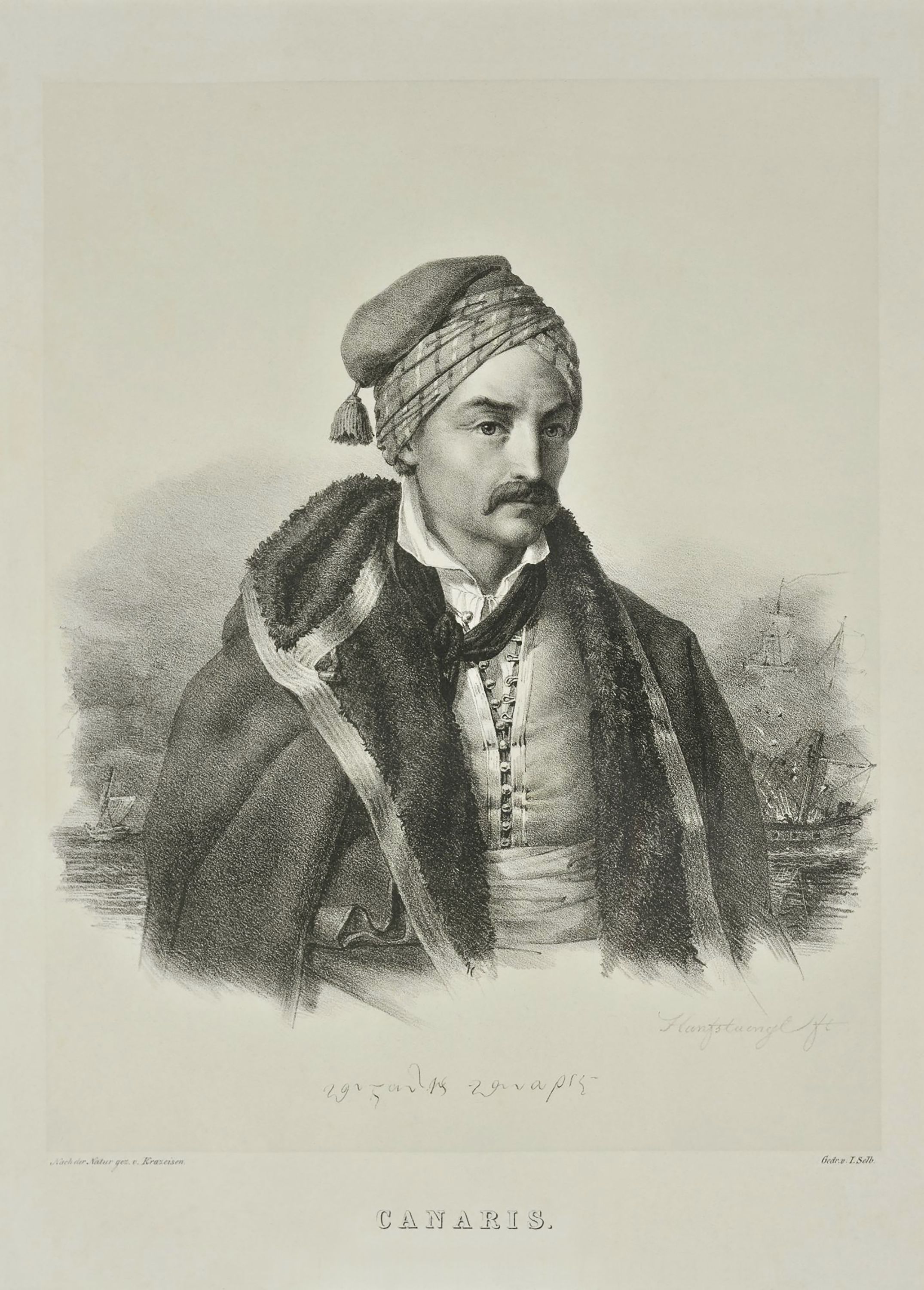
Konstantínos Kanáris pendant la guerre d'indépendance grecque. Lithographie de Karl Krazeisen.

Konstantínos Kanáris gagne sa renommée au cours de la guerre d'indépendance grecque, en tant que capitaine de brûlot, parvenant à plusieurs reprises à détruire d'importants vaisseaux ennemis et ainsi à assurer plusieurs victoires et à intimider la flotte ottomane. Il est à plusieurs reprises le seul capitaine à accepter d'attaquer l'ennemi.
Selon le diplomate François Pouqueville, Kanáris aurait répondu à un capitaine anglais qui voulait savoir de lui comment les Grecs préparaient leurs brûlots pour en obtenir de pareils résultats : « Comme vous le faites, commandant ; mais nous avons un secret que nous tenons caché ici, dit Kanáris en montrant son cœur, l'amour de la patrie nous l'a fait trouver. », une phrase probablement apocryphe.

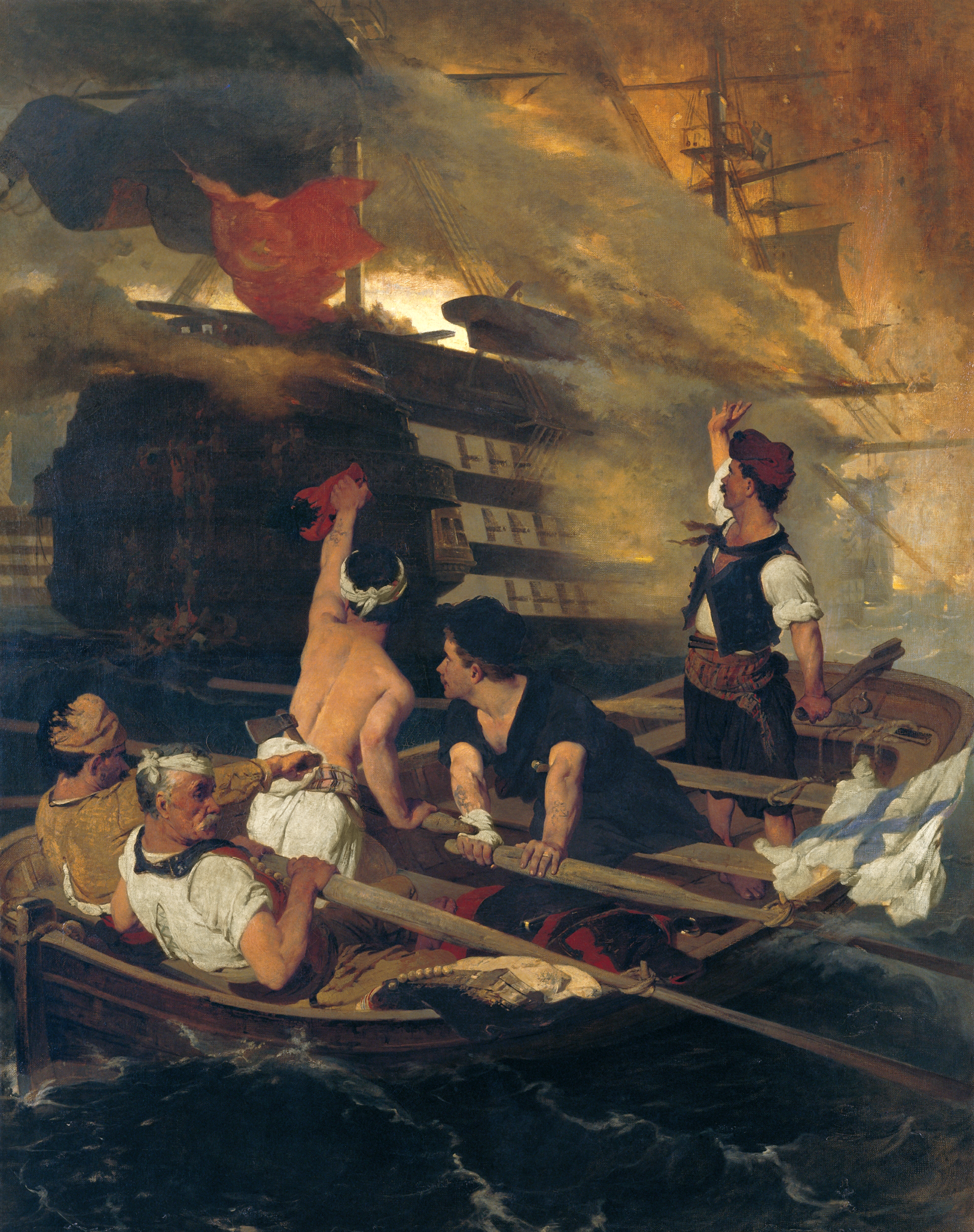
L'incendie du navire amiral turc par Kanáris (1822). Toile de Nikifóros Lýtras.

Le 18 juin 1822, à Chios, Kanáris détruit avec son brûlot le navire amiral ottoman, tuant le capitan pacha (grand amiral) Nasuhzade Ali Pacha en représailles au massacre de Chios qui s'était produit deux mois plus tôt.
Le 9 novembre 1822, il participe à une nouvelle attaque de la flotte ottomane, relâchée à Ténédos après une tempête. À sept heures du soir, deux brûlots portant les couleurs turques, dont l'un monté par Kanáris, prennent la mer depuis Psará, par un temps orageux, accompagnés de deux bricks de guerre faisant semblant de les pourchasser. Trompés, les Turcs laissent les brûlots s'approcher, les ayant pris pour des navires alliés. Les navires grecs se dirigent alors vers le navire amiral et un autre vaisseau de ligne. Kanáris, ayant remarqué depuis le canot sur lequel il s'est échappé que son brûlot n'est pas correctement embrasé, retourne sur celui-ci pour y remédier. Le navire-amiral ottoman échappe de justesse à la destruction, mais le second navire explose avec son équipage d'environ 1 600 hommes. La flotte ottomane se réfugie ensuite dans les Dardanelles. Selon le philhellène Thomas Gordon, Kanáris aurait été à lui seul responsable de la mort de 3 000 ennemis au cours de la campagne de 1822.

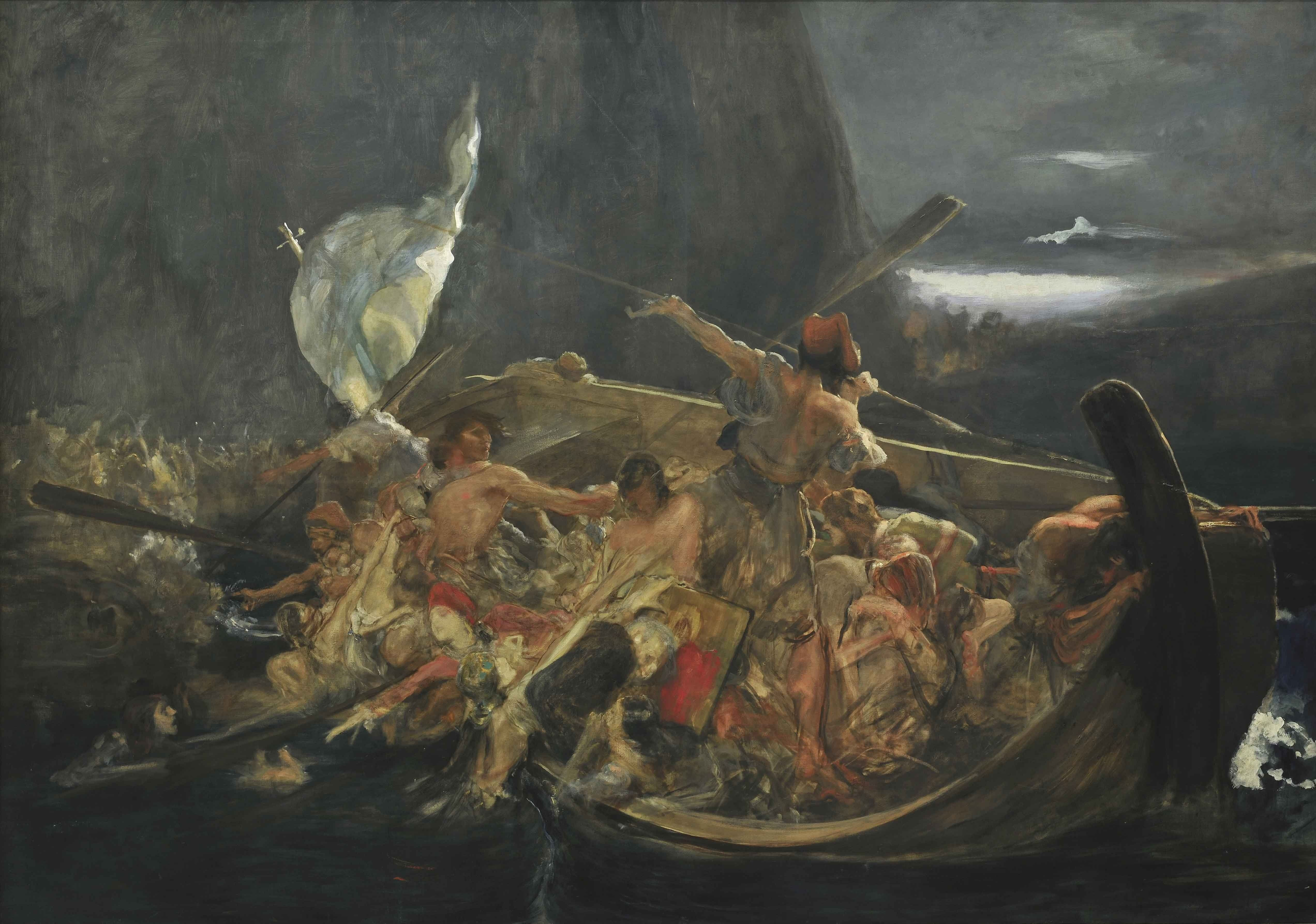
Après la prise de Psará (1824). Toile de Nikólaos Gýzis exposé dans la Pinacothèque nationale d'Athènes.

Kanáris échappe à la destruction de son île en juillet 1824, et s'illustre à nouveau dans les combats autour de Samos en août, détruisant une frégate de 54 canons. Il subit deux naufrages en 1825, le premier en avril à la suite d'une collision avec Andréas Miaoúlis, le second en juin à la suite d'une tempête. Le 10 août 1825, il tente sans succès de détruire la flotte égyptienne en s'introduisant dans le port d'Alexandrie. En juillet 1826, son brûlot est coulé et lui-même blessé au cours de combats autour de Samos.

### Après l'indépendance
Après la déclaration de l'indépendance de la Grèce, Konstantínos Kanáris est l'un des soutiens de Ioánnis Kapodístrias, gouverneur de la Grèce à partir de 1828, et occupe alors des fonctions importantes dans la nouvelle flotte grecque. Au cours de l'été 1831, il affronte ainsi ses anciens collègues d'Hydra révoltés contre le gouvernement. À la mort de Kapodístrias en octobre, il doit s'exiler à Syros.
Kanáris est rappelé par le roi Othon Ier et obtient le grade d'amiral. En octobre 1847, il est nommé au Sénat du royaume de Grèce. Il est Premier ministre de Grèce à six reprises : trois fois sous le règne d'Othon Ier, et trois fois sous le règne de son successeur, le roi Georges Ier.

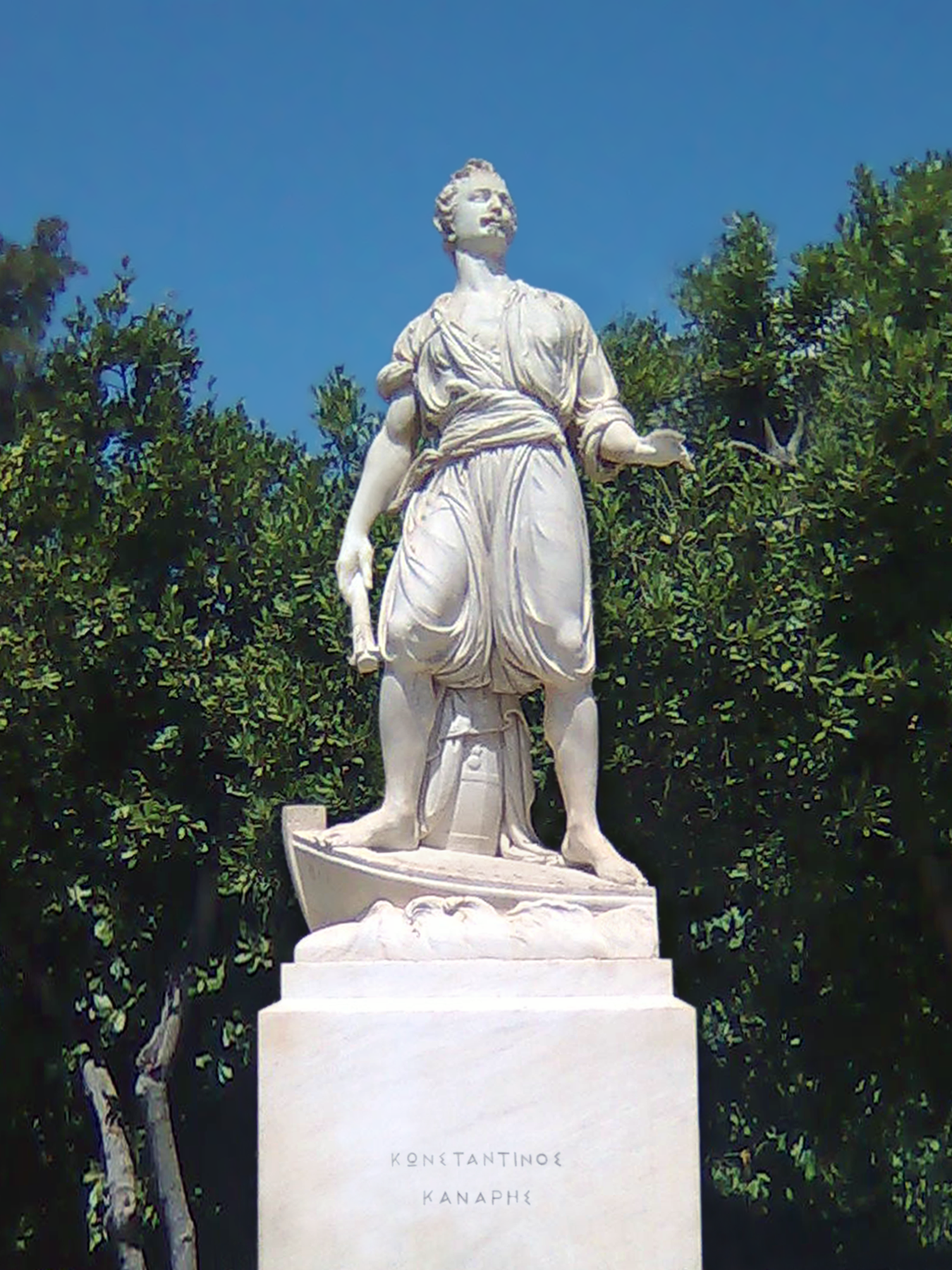
Monument à Konstantínos Kanáris par le sculpteur Lázaros Fytális dans le quartier de Kypséli d'Athènes.

Après sa mort, Kanáris reçoit des funérailles de héros national. Il est enterré dans le premier cimetière d'Athènes, où de nombreux premiers ministres et personnalités célèbres grecques sont également enterrés.

## Famille et descendance
En 1817, Konstantínos Kanáris épousa Déspoina Maniátis, membre d'une des plus riches familles de l'île de Psará. Ils ont six fils et une fille :
- Nikólaos Kanáris (1818-1848), assassiné à Beyrouth
- Themistoklís Kanáris (1819-1851), assassiné en Égypte
- Thrasývoulos Kanáris (1820-1898), amiral
- Miltiádis Kanáris (1822-1901), amiral, député au Parlement grec et ministre
- Lykoúrgos Kanáris (1826-1865), officier de marine et avocat
- María Kanáris (1828-1847)
- Aristídis Kanáris (1831-1863), officier de marine

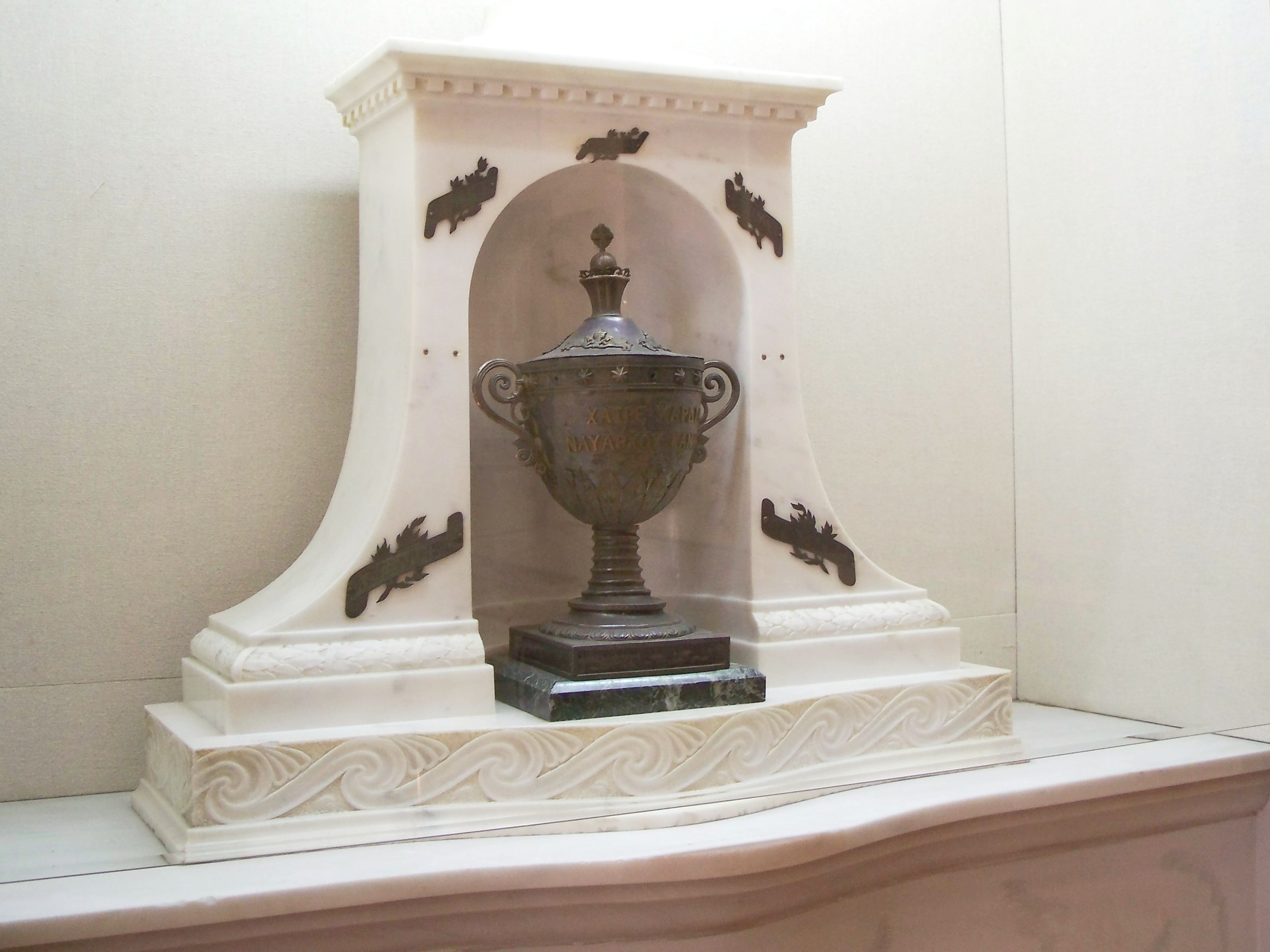
Urne contenant le cœur de Konstantínos Kanáris exposée au musée d'histoire nationale d'Athènes.

En 1825, il envoie son fils Themistoklís à Paris, pour qu'il étudie sous l'égide du comité philhellène : « Ces personnes recommandables te donneront une éducation qui rend véritablement homme », écrivait-il à son fils, dans une lettre que cite François-René de Chateaubriand dans ses Mémoires d'outre-tombe.

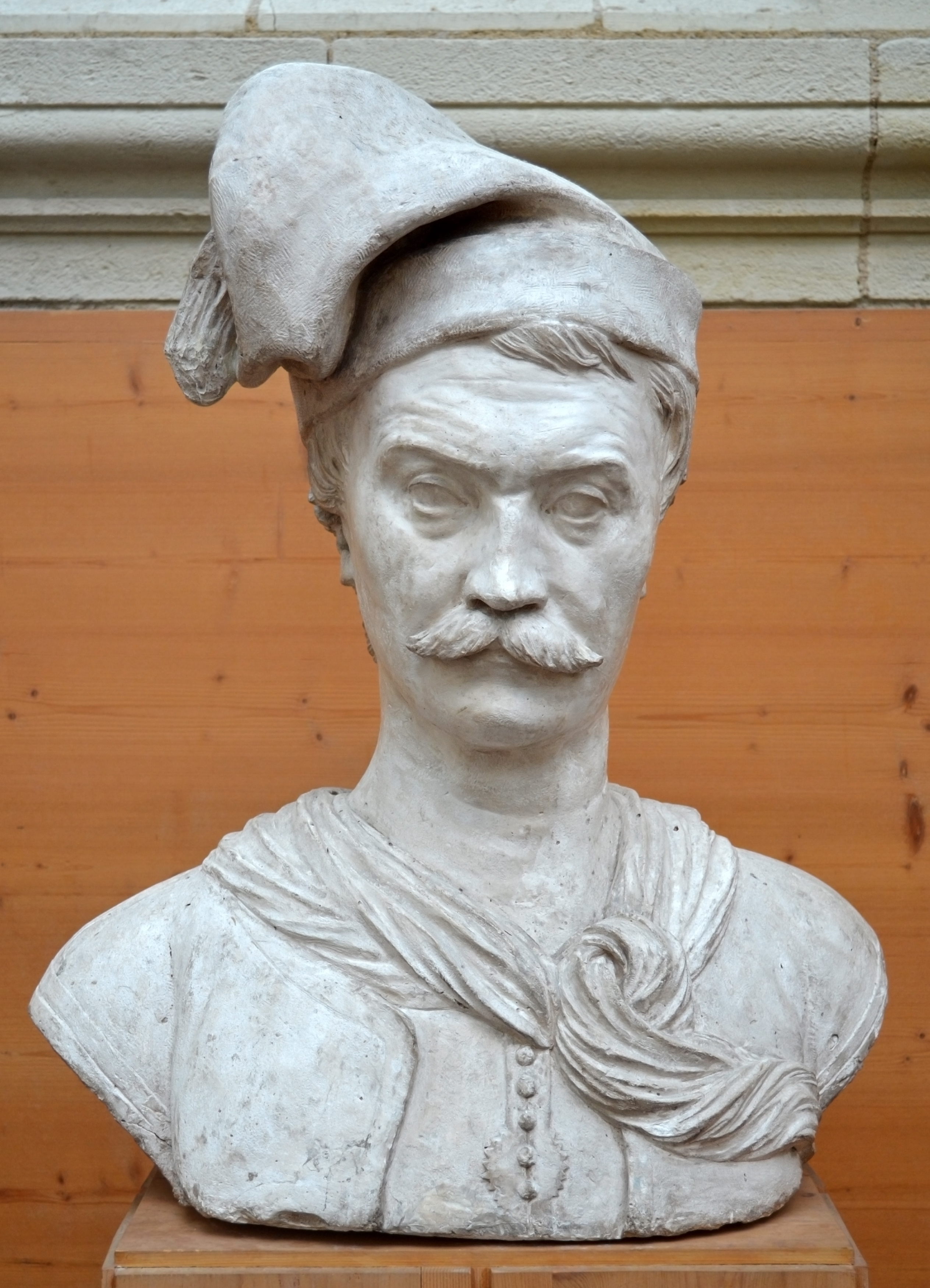
Buste de Konstantínos Kanáris par le sculpteur David d'Angers (1852) exposé dans la galerie David d'Angers.

L'amiral allemand Wilhelm Canaris, avait émis l'hypothèse qu'il pourrait être un descendant de Konstantínos Kanáris. Des recherches généalogiques effectuées en 1938 ont cependant démontré qu'il n'a aucun lien de parenté et que sa famille n'est pas originaire de la Grèce mais de l'Italie.

## Postérité
Konstantínos Kanáris fait partie des figures les plus populaires de la guerre d'indépendance, à la fois auprès des Grecs et des Occidentaux. Ses exploits sont décrits entre autres par Victor Hugo, Alphonse de Lamartine, Amable Tastu et Edmond de La Gravière,,. Victor Hugo lui dédia les poèmes : « Canaris » et « Les Têtes du sérail » dans le recueil Les Orientales, ainsi que deux poèmes intitulés « À Canaris », dans le recueil Les Chants du crépuscule.
De nombreuses statues et bustes ont été érigés en son honneur, parmi lesquels se distinguent la statue Kanáris à Chios par Benedetto Civiletti à Palerme, une statue de Kanáris par Lázaros Fytális à Athènes et un buste de Kanáris par David d'Angers. Il a également figuré sur une pièce de monnaie de 1 drachme et sur un billet de banque de 100 drachmes émis par la Banque de Grèce.

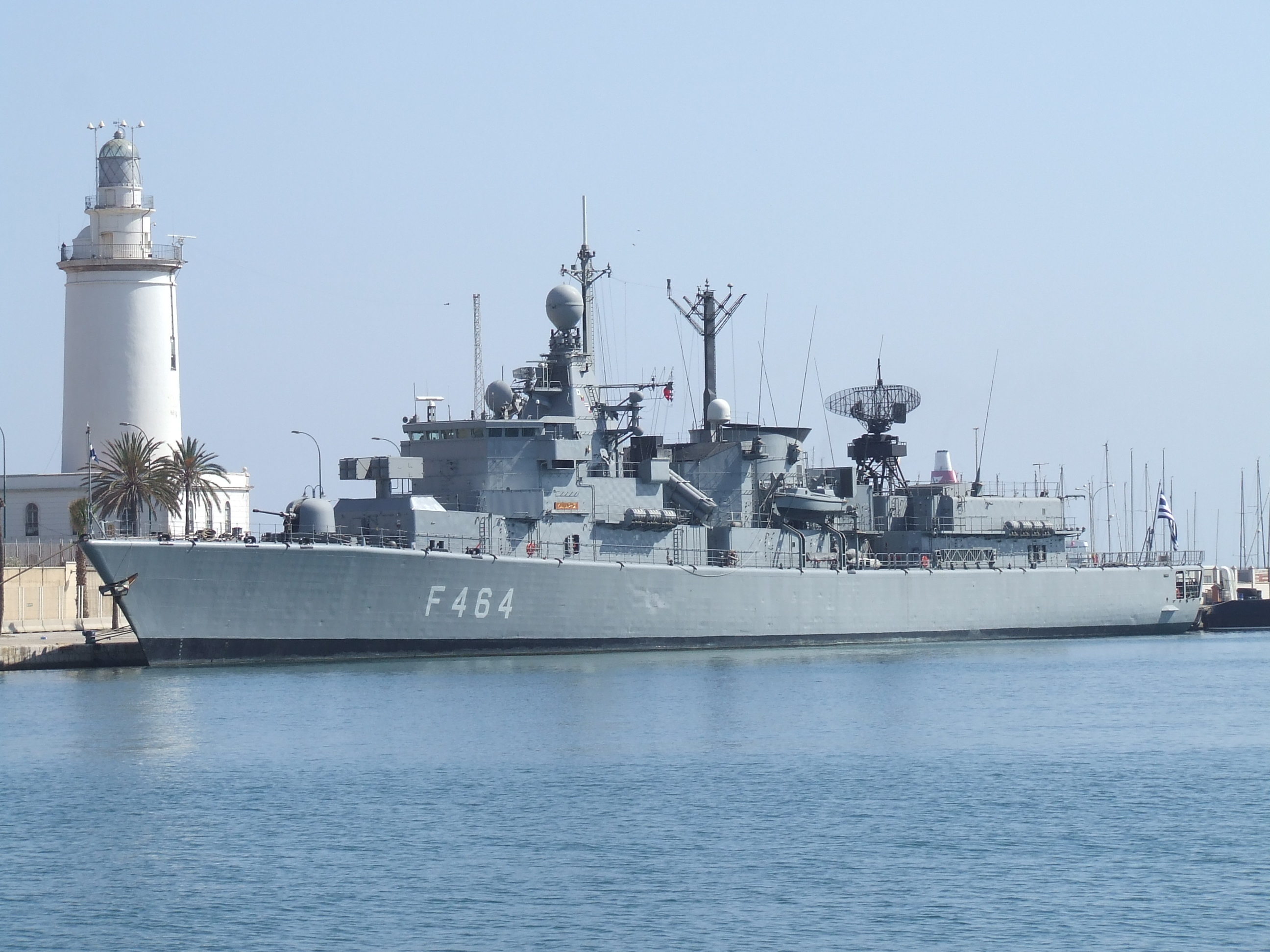
Frégate Kanaris (F464) de la marine de guerre hellénique.

Plusieurs navires de la marine de guerre hellénique ont porté son nom :
- Le Kanaris, une canonnière (1835)
- Le Kanaris, un navire de commandement de torpilleurs (1880)
- Le Kanaris (L53), un destroyer de classe Hunt (1942)
- Le Kanaris (D212), un destroyer de classe Gearing (1972)
- Le Kanaris (F464), une frégate de classe Elli (2002)

Le Te Korowhakaunu / Kanáris Sound, bras du fjord Taiari / Chalky Inlet dans le parc national de Fiordland en Nouvelle-Zélande, a été nommé en l'honneur de Konstantínos Kanáris par le navigateur et explorateur français Jules de Blosseville (1802-1833).

## Décorations
Distinctions grecques :
- Ordre du Sauveur (royaume de Grèce) : grand-croix, 1864

Distinctions étrangères :
- Ordre royal des Guelfes (royaume de Hanovre) : grande croix
- Ordre de Dannebrog (royaume de Danemark) : grand-croix